# Sebastiano Caboto (cannoniera)
La Sebastiano Caboto è stata una cannoniera (e successivamente una nave appoggio sommergibili) della Regia Marina.

## Costruzione
Nel 1910, su richiesta del Ministro degli Esteri (a sua volta contattato dall'ambasciatore italiano a Pechino), la Regia Marina decise la costruzione di due cannoniere fluviali da destinarsi alla stazione in Cina, per proteggere le comunità italiane lungo i fiumi cinesi ed in particolare l'alto Yangtze ed il Pai-ho, dove commercianti ed imprenditori italiani avevano costruito stabilimenti tessili e gestivano attività commerciali, oltre che, soprattutto sullo Yangtze, l'attività di importazione del corallo, che veniva lavorato in Italia e quindi nuovamente esportato in Estremo Oriente (ciò ad opera soprattutto di ditte artigianali napoletane). Navi di maggiori dimensioni, infatti, non potevano spingersi oltre Wusung (nella foce dello Yangtze) ed Hankow se non a fatica (ed inoltre, per questioni economiche, la Regia Marina non poteva più permettersi di inviare continuamente navi da guerra in Estremo Oriente come stazionarie: per anni la protezione delle comunità italiane fu di competenza francese).
La prima delle due cannoniere, battezzata Sebastiano Caboto in onore dell'esploratore italiano, venne progettata dal colonnello del Genio Navale Ettore Berghinz e costruita nel cantiere di Palermo della società Cantieri Navali Riuniti di Genova (per altre fonti proprio a Genova). Ordinata nel 1910, l'unità fu impostata nel marzo 1911, varata nel luglio 1913 e completata nel novembre dello stesso anno. Concepita per navigare sui fiumi del Sud America (ed in particolare risalire il Rio delle Amazzoni) al fine di garantire la sicurezza dei coloni, la Caboto era atta anche a compiere traversate oceaniche: dotata di un dislocamento piuttosto elevato per una cannoniera (1000 tonnellate), aveva tuttavia, grazie ad una precisa distribuzione dei pesi, un pescaggio molto ridotto, in modo da poter navigare senza problemi sui fiumi. Essendo progettata per la navigazione fluviale, la nave aveva una buona manovrabilità. L'unità era dotata di una sorta di sega circolare da montarsi sulla prua, praticamente a pelo d'acqua, la quale serviva per districarsi tra le mangrovie dei fiumi come il Rio delle Amazzoni, nonché a superare eventuali sbarramenti di tronchi portati dalla corrente. Secondo alcune fonti, infatti, la nave era stata inizialmente progettata per operare in Sudamerica, e solo in seguito destinata alla Cina, dove i cittadini italiani si trovavano maggiormente a rischio (mentre in Sud America la situazione era relativamente tranquilla): quando fu deciso di mandare la nave in Estremo Oriente, la sega venne sbarcata.
L'armamento consisteva in sei cannoni Armstrong/Vickers da 76/40 mm e quattro mitragliere Maxim da 6,5/80 mm. Uno dei cannoni da 76 mm era situato a prua, un secondo a poppa, ed i restanti quattro ai lati, due a dritta e due a sinistra. Due delle mitragliere erano situate a prua, e due a poppa. L'equipaggio era composto da 6 ufficiali (il comandante, due ufficiali di vascello, uno di macchina, un commissario ed un medico) e 117 tra sottufficiali, sottocapi e marinai.
L'apparato propulsivo, due macchine alternative a triplice espansione, alimentate da due caldaie cilindriche a bassa pressione (12,6 kg per cm2) che bruciavano carbone, sviluppava una potenza di 1000 CV, consentendo una velocità massima di 13,2 nodi. In regime di economia, con velocità di 9 nodi ed una scorta di 190 tonnellate di carbone (il massimo che potesse imbarcare), la nave poteva percorrere 3600 miglia, bastanti per attraversare l'Atlantico. La cannoniera era provvista anche di consistente velatura: l'albero maestro aveva pennone e pennola con una vela quadra, una randa ed una controranda, mentre l'albero di mezzana, dotato solo di pennola, aveva una randa ed una controranda.
La Caboto rivelò eccellenti qualità nautiche, dimostrandosi manovriera, maneggevole, sufficientemente potente e provvista di buone qualità di autonomia ed economicità: con cento tonnellate di carbone la nave poteva percorrere 1356 miglia. Un difetto consisteva invece nella tendenza al rollio, così che spesso le vele vennero utilizzate, oltre che per aumentare leggermente la velocità, per stabilizzare meglio la nave.

## Storia operativa
Dopo l'entrata in servizio, avvenuta il 23 novembre 1913, la nave si trasferì da Palermo a Napoli, ove terminò rapidamente l'allestimento, dopo di che, l'11 dicembre 1913, la Caboto lasciò il porto partenopeo alla volta di Shanghai. La nave percorse circa 10.000 miglia in 110 giorni, 51 dei quali trascorsi in mare e 59 in porto, facendo scalo a Porto Said, Massaua, Rakmat, Aden, Karachi, Bombay, Colombo, Singapore, Saigon, Hong Kong, Canton, Macao e Shanghai. Dopo aver incontrato ad Hong Kong, dove giunse nel marzo 1914 (ripartendone il 29), l'incrociatore corazzato Marco Polo, che stava per tornare in Italia, la cannoniera raggiunse Shanghai il 2 aprile 1914.

Una foto della Sebastiano Caboto.

Appena terminato il riassetto, durato circa un mese, la Caboto diede inizio alla propria attività operativa, navigando nell'alto Yangtze e venendo accolta con grande felicità dalle missioni religiose, che si trovarono così protette dagli attacchi di pirati, sbandati e combattenti dei signori della guerra e delle fazioni continuamente in lotta. Nonostante le molte difficoltà ed i pericoli incontrati, non vi fu mai la necessità di utilizzare le armi: la cannoniera fungeva da deterrente anche senza dover aprire il fuoco. La nave risalì i fiumi sino al limite della loro navigabilità, ed in particolare lo Yangtze fino all'altezza di Chungking. Il tratto di fiume era molto tortuoso: nel tratto tra Yichang e Chungking, vi erano, oltre che numerosi vortici e controcorrenti, circa 70 rapide (il cui livello poteva variare), e numerose gole, la cui lunghezza variava dalle 5 alle 25 miglia e la larghezza dai 50 ai 150 metri, contornate da alture e montagne la cui altitudine variava dai 100 ai 1.000 metri, e con un dislivello di 100 metri in 86 miglia. Lasciata Shanghai il 28 aprile 1914, in maggio la nave fu ad Hankow, risalì lo Yangtze sino a Cheling, attraversò il lago Tung-Ting e poi risalì l'affluente Xiang, raggiungendo Changsha, nell'Hunan, a 950 miglia dal mare. La navigazione durò un mese, dopo di che la Caboto entrò in bacino di carenaggio per i lavori di fine garanzia: nella navigazione dall'Italia alla Cina, infatti, erano state consumate le ore di fuoco per le caldaie e quelle di moto per le macchine.
La cannoniera riprese poi il proprio operato a tutela degli interessi italiani. Causa il suo pescaggio, la Caboto poteva operare nel medio e basso Yangtze, dalla foce sino ad Ichang, ma non nell'alto corso dello Yangtze, da Ichang a Sui Fu. Nel luglio 1914 la nave fu a Nanchino e successivamente a Tientsin. In questo periodo la nave rimase talvolta coinvolta in conflitti armati, dovendo impiegare le proprie armi. Ad inizio agosto 1914 la cannoniera si recò a Tsingtao.
In seguito allo scoppio della prima guerra mondiale, essendo la Cina neutrale, la Caboto rischiò l'internamento, ma la cannoniera evitò tale eventualità ignorando le ingiunzioni delle autorità cinesi, che intendevano procedere ad internarla, tagliando gli ormeggi e salpando velocemente alla volta di Nagasaki, dove poi si trattenne per 18 mesi, sino al dicembre 1917, quando la Cina entrò anch'essa in guerra a fianco dell'Intesa: la Caboto tornò quindi al proprio servizio di pattugliamento dei fiumi della Cina. Il 10 giugno 1918 la cannoniera imbarcò un centinaio di ex prigionieri dell'esercito austroungarico di etnia italiana, che, stanchi per l'attesa per il rimpatrio (promesso loro dalle autorità italiane a Tientsin, dove i prigionieri erano stati portati dalla Russia), si erano ribellati ed erano stati arrestati: dopo aver trascorso una notte sulla nave, gli ex prigionieri vennero portati nel campo di concentramento di Si-Juan, a Pechino.
Nel 1921 la cannoniera venne affiancata da una seconda unità, la più piccola Ermanno Carlotto, la cui costruzione era stata interrotta dalla guerra. Tra gennaio e marzo 1923 la Caboto fu ad Hong Kong. Il 6 aprile 1924 assunse il comando della nave il capitano di corvetta Angelo Iachino, che, rilevando il peggioramento dei conflitti in Cina, auspicò l'invio di un corpo di spedizione che potesse assolvere a compiti di polizia internazionale: fu perciò costituita la Divisione Navale in Estremo Oriente.

Durante l'estate del 1924 la nave svolse una crociera nelle acque della Siberia, facendo tappa a Vladivostok ed in altri porti di minore importanza.

La cannoniera ormeggiata in porto.

L'attività degli uomini della Caboto (così come della Carlotto) riguardava anche i controlli sulla correttezza dei commerci e sulle compagnie di navigazione italo-cinesi: nel caso venissero rilevati degli illeciti, gli ufficiali informavano le autorità del consolato, per far ritirare la bandiera italiana alle navi le cui compagnie armatoriali avevano capitale societario non a maggioranza italiana, ed i cui equipaggi non avevano composizione, sul piano quantitativo e qualitativo (il comandante ed i due terzi dell'equipaggio dovevano essere italiani, anche se altre norme consentivano una minore percentuale), conforme alle norme italiane. Molte di tali navi, infatti, erano di fatto passate sotto il controllo, invece che di comandanti italiani, di padroni marittimi cinesi, che le utilizzavano per il contrabbando di armi, e ciò aveva causato diversi tentativi di fermo ed ispezione di tali piroscafi da parte delle autorità cinesi, ma il fermo non era permesso dagli accordi stipulati con il governo cinese, ed era ritenuto intollerabile per la credibilità ed il prestigio delle compagnie di navigazione italiane e, conseguentemente, dell'Italia. Le cannoniere avevano anche il compito di proteggere le missioni italiane, spesso minacciate da saccheggi da parte di pirati fluviali, sbandati e reparti combattenti di opposte fazioni.
Nella prima metà degli anni venti la Caboto e la Carlotto, rinforzate, in periodi differenti, dall'esploratore Libia, dall'ariete torpediniere Calabria e dall'incrociatore corazzato San Giorgio, proseguirono nella loro attività di controllo della situazione e protezione degli interessi e delle comunità italiane, in un quadro complicato dalla guerra civile cinese. La Caboto visitava spesso i porti cinesi detti «Treaty ports» e risaliva lo Yangtze sino ad Hankow, ma per via del suo pescaggio si trattenne prevalentemente nel basso corso del fiume.
Tra la seconda metà degli anni venti e l'inizio degli anni trenta si alternarono in Cina anche il cacciatorpediniere Csepel (che si aggiunse al Libia, che era rimasto anch'esso in Cina: tali unità, insieme alle due cannoniere, formavano la squadra navale italiana in Cina), il trasporto Volta, l'incrociatore pesante Trento ed il cacciatorpediniere Espero. Nel marzo 1925 il Comando Navale Estremo Oriente comprendeva Libia, Caboto, Carlotto e l'incrociatore corazzato San Giorgio. Nel 1926 la Caboto fu dislocata a Shanghai per proteggere gli interessi italiani nella città, ma negli anni successivi, eccettuate regolari visite a Shanghai ed Hankow, la cannoniera ebbe principalmente base a Tientsin. Nel 1932, in seguito alla conquista giapponese della Manciuria ed ai problemi che ne derivarono, venne ricostituita la Divisione Navale dell'Estremo Oriente, comandata dall'ammiraglio Domenico Cavagnari e composta da Trento (nave ammiraglia), Libia, Espero, Caboto e Carlotto. In seguito Trento, Libia ed Espero furono sostituiti dall'esploratore Quarto.
Nel 1934, dopo un ventennio di servizio sui fiumi cinesi, si ritenne di dover rimpatriare la Caboto, ormai logorata ed in efficienza ridotta – lo scafo era usurato e le macchine non riuscivano più a sviluppare la velocità sufficiente a contrastare la corrente –, sostituendola con il moderno posamine Lepanto. Il 7 agosto 1934, pertanto, la cannoniera partì dalle foci dello Yangtze per fare ritorno in patria.
Durante la navigazione, la nave toccò, in cinque mesi e mezzo, quasi tutti i porti dell'andata. Il 19 gennaio 1935 la Caboto, che si trovava ad Aden, dove stava sostando durante il viaggio di rientro in Italia, ricevette l'ordine di raggiungere Massaua, nella colonia italiana dell’Eritrea, dove sarebbe passata sotto il controllo del Comando Navale del Mar Rosso e dell’Oceano Indiano (Comando Navale Africa Orientale Italiana) (secondo altre fonti tale ordine venne ricevuto quando la nave era già a Massaua).
Successivamente la cannoniera rientrò in Mediterraneo e fu dislocata a Rodi, alle dipendenze del Comando Navale dell'Egeo. Nel 1938 la cannoniera venne riclassificata nave appoggio sommergibili.

Un'altra immagine della Caboto.

 Il 10 giugno 1940, data dell'entrata dell'Italia nella seconda guerra mondiale, la Caboto faceva parte del Gruppo Navi Ausiliarie Dipartimentali del Comando Navale Mar Egeo, con base a Rodi. Nel corso del conflitto la cannoniera venne impiegata come nave appoggio sommergibili, sempre avendo base a Rodi. Spesso la Caboto partecipò, con il proprio armamento, alla difesa contraerea dell'isola dai frequenti, ma solitamente infruttuosi, attacchi aerei britannici. L'equipaggio coglieva spesso l'occasione per arricchire i pasti con i pesci, in particolare cefali, uccisi dalle esplosioni.
Il 25 maggio 1941, durante i preparativi di un convoglio che avrebbe sbarcato a Creta un corpo di spedizione italiano, per prendere parte all'occupazione tedesca dell'isola, il capitano di vascello Aldo Cocchia, comandante del convoglio, richiese la Caboto come parte della formazione, ma tale richiesta venne respinta perché la nave, pur piccola ed anziana, era iscritta nei quadri del naviglio come incrociatore e non si voleva, qualora fosse stata affondata, che il nemico potesse annunciare l'affondamento di un incrociatore.
Alla proclamazione dell'armistizio dell'8 settembre 1943 la Caboto si trovava ancora a Rodi, agli ordini del capitano di corvetta Corradini. Essendo in avaria, la nave non poté partecipare alla battaglia di Rodi né allontanarsi dall'isola, pertanto il comandante Corradini sbarcò armi e provviste per rinforzare le difese di terra. L'11 settembre militari tedeschi armati salirono a bordo della nave, ormeggiata in porto con le macchine ferme ed un equipaggio ridotto (gran parte dei marinai, infatti, erano sbarcati senza il consenso del comandante, per non dover combattere). La Caboto venne catturata dalle forze tedesche il 12 settembre 1943: quel giorno, infatti, Corradini e gli uomini rimasti, dopo aver distrutto documenti ed archivi, sbarcarono portando con sé la bandiera di combattimento, dopo aver ricevuto il saluto dalle sentinelle tedesche. La bandiera italiana venne comunque ammainata solo il 17 settembre. Secondo altra fonte la nave si autoaffondò a Rodi il 9 settembre 1943, su bassifondali, per evitare la cattura, ed il 12 settembre venne catturata dai tedeschi, che la recuperarono e ne iniziarono le riparazioni.
La nave operò tuttavia per poco tempo nella Kriegsmarine, perché poco dopo la sua cattura venne affondata nel corso di un bombardamento aereo alleato, nell'ottobre 1943. Per alcune fonti la nave venne danneggiata a Rodi il 19 settembre, colpita in prossimità del castello di prua. Secondo altre fonti la nave fu affondata da un attacco aereo alleato nel settembre 1943 (per alcune il 15 settembre), nello stesso punto in cui si era autoaffondata, mentre erano in corso le riparazioni.